# Белозёрский, Александр Павлович
Алекса́ндр Па́влович Белозёрский (укр. Олександр Павлович Белозьорський; род. 4 мая 1964, Симферополь) — советский и украинский футболист, игравший на позициях защитника, полузащитника и нападающего.

## Биография
Александр Белозёрский родился в Симферополе, и является воспитанником ДЮФК «Таврия», первым тренером юного футболиста стал известный в прошлом вратарь симферопольского клуба Эммануил Анброх, затем — Вячеслав Портнов. Футбольную карьеру начал выступлениями за дублирующий состав симферопольской «Таврии» в 1981 году, когда клуб из Крымского полуострова играл в высшей союзной лиге. В основном составе «Таврии» игрок дебютировал в следующем сезоне, когда клуб выступал уже в первой лиге. а главным тренером команды стал бывший футболист киевского «Динамо» и донецкого «Шахтера» Анатолий Коньков. В течение двух сезонов молодой футболист стал одним из основных игроков атакующего звена симферопольской команды, сыграв 56 матчей в первой лиге, и отметившись 5 забитыми мячами.
В 1984 году был призван на срочную службу в вооруженные силы, и, как и большинство футболистов в это время проходил службу в армейской футбольной команде СКА из Одессы. По окончании службы в армии Белозёрский в 1986 году начал выступления во второй союзной лиге за керченский «Океан», главным тренером которого был известный в прошлом игрок «Таврии» Виталий Шалычев. В «Океане» Белозёрский был одним из лидеров и лучших бомбардиров команды, в 173 сыгранных матчах за керченский клуб отличился 28 раз. После забитого в ворота «Волыни» мяча получил приглашение от главного тренера команды, Виталия Кварцяного, выступать за клуб из Луцка, который в 1990 году дебютировал в буферной зоне второй лиги. В команде Белозёрский провёл чуть меньше года, сыграл 34 матча, в которых отметился 4 забитыми мячами, после чего решил попробовать силы в соседней Польше. Сначала Александр Белозёрский играл за «КЗСО» из Островца-Свентокшиского, а через два года перешел в состав команды «Блакитни» из Кельце.
В начале 1994 года футболист решил вернуться в Украину, но получил приглашение только от второлиговой «Дружбы» из Бердянска. В этой команде провёл полтора сезона, после чего получил приглашение от Мирона Маркевича перейти в клуб высшей лиги — криворожский «Кривбасс». Дебютировал в высшем дивизионе 13 марта 1996 года, выйдя в стартовом составе в домашнем матче против «Прикарпатья». В «Кривбассе» отыграл вторую половину сезона 1995—1996 годов, а после ухода Маркевича покинул команду. Затем стал игроком другого клуба элитного дивизиона — кременчугского «Кремня». В кременчугской команде футболист сыграл 18 матчей, но по окончании сезона «Кремень» покинул высшую лигу, и Белозёрский решил перейти в состав команды, которой удалось сохранить прописку в высшем дивизионе — «Звезды» из Кировограда. В этом клубе Александр Белозёрский провел два с половиной сезона. Последней профессиональной командой футболиста стало второлиговое «Подолье» из Хмельницкого, за которое Белозёрский играл во второй половине сезона 1999—2000 годов. Еще полтора года игрок выступал за крымский любительский клуб «СВХ-Даника», после чего окончательно завершил карьеру футболиста.
По завершении выступлений, по предложению Вячеслава Портнова начал карьеру детского тренера. С 2003 года — тренер в школе «Таврии», в 2006 назначен тренером дубля главной команды. С 2006 по 2008 был главным тренером красноперекопского «Химика». Затем вернулся в Симферополь, на должность тренера-селекционера, а позже — тренера молодёжного состава «Таврии». После этого работал исполнительным директором Республиканской федерации футбола Крыма.